# ビセンテ・ベサイェン
ビセンテ・ベサイェン（Vicente Besuijen、2001年4月10日 - ）は、コロンビア・ボゴタ出身のオランダ人サッカー選手。アバディーンFC所属。ポジションはFW。

## 経歴
アヤックスやASローマなどヨーロッパを代表するクラブの下部組織出身。2020年8月19日、入団トライアルを経てADOデン・ハーグと3年契約を結んだ。同年9月20日の対FCフローニンゲン戦にてサミ・ブラルとの交代で移籍後初出場。
2022年1月24日、アバディーンFCと4年半の契約を締結したことが発表された。